# ألفرد هيزل
ألفرد هيزل (بالإنجليزية: Alfred Hazel)‏ هو سياسي بريطاني (وحمل سابقاً جنسية المملكة المتحدة لبريطانيا العظمى وأيرلندا)، ولد في 20 فبراير 1869، وتوفي في 20 أغسطس 1944. حزبياً، نشط في الحزب الليبرالي. في الانتخابات العامة في المملكة المتحدة 1906 ‏، انتخب عضو برلمان المملكة المتحدة الـ28 عن دائرة West Bromwich ‏ (12 يناير 1906 – 10 يناير 1910).